# Södermanlands runinskrifter 119
Södermanlands runinskrifter 119 (Sö 119) är en runsten väster om Gundband i Vallby socken, Eskilstuna kommun. Runstenen är av gråsten och är cirka 1,3 meter hög, 0,5–0,8 meter bred och 0,5 meter tjock. Runhöjden är 11–16 cm. Stenen skiljer sig från många andra runstenar då den saknar slinga och kors, vilket gör det troligt att stenen restes i förhållandevis modern tid.

## Inskrift
Inskriften på runstenen lyder:
| ” | mal : auk · iul : auk · kRk : raisti | „ |